# Kanton Monflanquin
Monflanquin is een voormalig kanton van het Franse departement Lot-et-Garonne. Het kanton maakte deel uit van het arrondissement Villeneuve-sur-Lot. Het werd opgeheven bij decreet van 26 februari 2014, met uitwerking op 22 maart 2015. De gemeenten werden opgenomen in het nieuwe kanton Le Haut Agenais Périgord met uitzondering van Lacapelle-Biron, die werd opgenomen in het nieuwe kanton Le Fumélois.

## Gemeenten
Het kanton Monflanquin omvatte de volgende gemeenten:
- Gavaudun
- Lacapelle-Biron
- Lacaussade
- Laussou
- Monflanquin (hoofdplaats)
- Monségur
- Montagnac-sur-Lède
- Paulhiac
- Saint-Aubin
- Salles
- La Sauvetat-sur-Lède
- Savignac-sur-Leyze